# Eugeissona insignis
Eugeissona insignis är en enhjärtbladig växtart som beskrevs av Odoardo Beccari. Eugeissona insignis ingår i släktet Eugeissona och familjen Arecaceae. Inga underarter finns listade i Catalogue of Life.